# Balduino de Ibelín
Balduino de Ibelín, también conocido como Balduino de Ramala (murió en 1187), fue un importante noble del Reino Cruzado de Jerusalén en el siglo XII. Fue hijo de Barisán de Ibelín y hermano de Hugo de Ibelín y de Balián de Ibelín.

## Biografía
Luego de la muerte de su hermano Hugo, el castillo de Ibelín pasó a Balduino, quien se mantuvo como señor de Ramla y cedió Ibelín a su hermano menor Balián. Balduino y Balián apoyaron a Raimundo III de Trípoli en contra de Miles de Plancy como regente de Balduino IV en 1174, y en 1177 los hermanos estuvieron presentes en la Batalla de Montgisard. Balduino fue capturado en la batalla del Vado de Jacob en el río Jordán en 1179. Fue rescatado por el emperador bizantino Manuel I Comneno, y luego de su liberación en 1180 visitó Constantinopla, cuando el emperador murió. En 1183 apoyó a Raimundo contra Guido de Lusignan, esposo de Sibila de Jerusalén y regente de Balduino IV. El noble Balduino estuvo entre los barones que aconsejaron al rey coronar a Balduino V en 1183, mientras Balduino IV estaba aún vivo; esto fue un intento de evitar que Guido subiera al trono. Balduino V se convirtió en rey mientras era aún un niño en 1185, pero murió al año siguiente, y Raimundo eligió como sucesor a Hunfredo IV de Torón, pero éste rechazó la corona y se unió a Guido. Balduino se negó a jurar lealtad a Guido y se exilió a Antioquía. 
De acuerdo a la crónica de Ernoul, una continuación en idioma francés antiguo de la crónica de Guillermo de Tiro, escrito por un secretario del hermano de Balduino, Balián, Balduino no quería a Guido porque quería casarse con Sibila en 1180. La familia Ibelín no era todavía tan importante como la familia Lusignan y Balduino no tuvo éxito. Se negó a retornar a Jerusalén para ayudar a Guido contra Saladino, y probablemente murió en su exilio autoimpuesto en 1187.

## Matrimonios y Descendencia
- Primer matrimonio (antes de 1157) con Riquilda, hija de Guermond I de Bethsan. Hijos:

Tomás de Ibelín (fallecido en 1188).
Eschiva de Ibelín (fallecida en 1196), casada con Aimerico de Chipre.
Estefanía de Ibelín.
Separado de Riquilda en 1174.
- Segundo matrimonio (1175) con Isabel Gothman (fallecida en 1177).
- Tercer matrimonio (después de 1180) con María, hija de Raniero, condestable de Trípoli.